# Hilarocassis exclamationis
Hilarocassis exclamationis är en skalbaggsart som först beskrevs av Carl von Linné 1767.  Hilarocassis exclamationis ingår i släktet Hilarocassis och familjen bladbaggar. Inga underarter finns listade i Catalogue of Life.